# Montserrat Martínez Parera
Montserrat Martínez Parera (Barcelona, febrero de 1975) es una economista española que ocupó el cargo de vicepresidenta de la Comisión Nacional del Mercado de Valores (CNMV) desde entre diciembre de 2020 y diciembre de 2024.

## Biografía
Comenzó su carrera profesional en la CNMV tras cinco años en el departamento de análisis de BBVA como directora de los gabinetes de presidencia y vicepresidencia.
Entre 2012 y 2017 estuvo en el área de relaciones con inversores de BBVA. Después fue jefa de gabinete de Fernando Restoy cuando este fue subgobernador del Banco de España en los tiempos de Luis María Linde en el Banco de España, de 2012 y 2017, y desde enero de 2018 hasta su nombramiento como vicepresidente estuvo en CaixaBank en la oficina del presidente Gonzalo Gortázar. Debido a este cargo deberá inhibirse en la absorción de Bankia por parte de Caixabank.
En diciembre de 2020 fue nombrada vicepresidenta de la CNMV, cargo que desempeñó hasta el final de su mandato cuatro años después.